# Amandla Stenberg
Amandla Stenberg (født 23. oktober 1998) er en dansk-amerikansk skuespillerinde. Stenberg er kendt for sin rolle som Starr i den anmelderroste film The hate U give og som den lille pige Rue i The Hunger Games fra 2012.

## Opvækst og karriere
Amandla Stenberg er født i Los Angeles, Californien. Hun er datter af Karen Brailsford, som er afro-amerikaner. Navnet Amandla er zulu og betyder "styrke". Stenbergs far er dog dansk, og ifølge Stenberg selv er hendes farmor grønlænder .
Amandla Stenberg stod model for Disney, da hun var 4 år gammel.[kilde mangler] Hun har også lavet reklamer for bl.a. McDonald's.[kilde mangler] Senere begyndte hendes karriere som skuespillerinde.

## Udvalgt filmografi
| År   | Titel                 | Rolle     | Bemærkninger              |
| ---- | --------------------- | --------- | ------------------------- |
| 2011 | Colombiana            | Cataleya  | Hovedpersonen som 10 årig |
| 2012 | A Taste of Romance    | Taylor    |                           |
| 2012 | The Hunger Games      | Rue       |                           |
| 2014 | Rio 2                 | Bia m.fl. | Stemme                    |
| 2017 | Everything Everything | Madeline  |                           |
| 2018 | Where hands touch     | Layna     |                           |
| 2018 | the Hate U Give       | Starr     |                           |